# Chirurgische Allgemeine
Die Chirurgische Allgemeine war eine Fachzeitschrift für Ärzte in der operativen Medizin.

## Erscheinen
Die Chirurgische Allgemeine Zeitung erschien seit Mai 2000 und wandte sich mit Fach- und zertifizierten Fortbildungsbeiträgen an Chirurgen aller Fachrichtungen. Veröffentlicht wurden zudem Nachrichten und Berichte über Berufspolitik, Abrechnungsfragen, Klinik- und Praxismanagement sowie Entwicklungen aus Technik und Pharmazie. Aktuelle Personalia, Kongressberichte sowie medizinhistorische Abhandlungen komplettierten die Zeitschrift. Als Medienpartner unterstützte die CHAZ zahlreiche einschlägige chirurgische Kongresse/Jahrestagungen/Kurse und andere Veranstaltungen. Die Zeitschrift erschien in vier Einzel- und vier erweiterten Doppelausgaben. Außerdem gehörten zwei Ausgaben im Format Chirurgische Allgemeine Zeitung kompakt zum Abonnement. Die CHAZ war auch in digitaler Form als Mobile App erhältlich. Im kostenfreien redaktionellen Newsletter – dem CHAZ-Brief – wurden regelmäßig per E-Mail die Highlights der kommenden Print-Ausgabe vorgestellt.
Ende 2023 stellte die Zeitschrift ihr Erscheinen ein.

## Wissenschaftlicher Beirat
- Bartholomäus Böhm, Berlin
- Björn Brücher, Cottbus
- Marco Bueter, Männedorf
- Roland Croner, Magdeburg
- Curt Diehm, Ettlingen
- Rüdiger Döhler, Plau am See
- Michael Ehrenfeld, München
- Jürgen Ennker, Krefeld
- Georg-Michael Fleischer, Plauen
- Wilhelm Friedl, Wertheim
- Karl-Hermann Fuchs, Frankfurt am Main
- Alois Fürst, Regensburg
- Stephan M. Freys, Bremen
- Ingo Gastinger, Cottbus
- Günter Germann, Heidelberg
- Gerfried Giebel, Lüdenscheid
- Robert Grützmann, Erlangen
- Beate Herbig, Hamburg
- Alexander Herold, Mannheim
- Raymund Horch, Erlangen
- Johannes Horn, München
- Karl Walter Jauch, München
- Istvan Klempa, Bremen
- Werner Kneist, Eisenach
- Andreas Koch, Cottbus
- Ferdinand Köckerling, Berlin
- Jan F. Kukleta, Zürich
- Volker Lange, Berlin
- Thomas Lehnert, Heidelberg
- Volkmar Lent, Bad Breisig
- Gunda Leschber, Berlin
- Ralph Lorenz, Berlin
- Kaja Ludwig, Rostock
- Thomas Manger, Gera
- Michael Menger, Homburg
- Günther Meyer, München
- Heinrich Müller-Lobeck, Schwerin
- Georg A. Pistorius, Bamberg
- Stefan Post, Mannheim
- Bernd Reith, Kassel
- Jörg-Andreas Rüggeberg, Bremen
- Norbert Runkel, Einsiedeln
- Joachim Schmidt, Erlangen
- Hardy Schumacher, Zürich
- Robert Schwab, Koblenz
- Björn Stark, Freiburg im Breisgau
- Hans-Ulrich Steinau, Essen
- Matthias Steinert, Leipzig
- Josef Stern, Dortmund
- Albert Tuchmann, Wien
- Thorsten Walles, Magdeburg
- Rudolf A. Weiner, Offenbach